# كالفين بيكرينغ
كالفين بيكرينغ (بالإنجليزية: Calvin Pickering) هو لاعب كرة قاعدة أمريكي، ولد في 29 سبتمبر 1976 في سانت توماس في الولايات المتحدة.

## وصلات خارجية
- كالفين بيكرينغ على موقعبيزبول رفرنس.كوم (الدوري الرئيسي) (الإنجليزية)
- كالفين بيكرينغ على موقعبيزبول رفرنس.كوم (الدوري الثانوي) (الإنجليزية)
- كالفين بيكرينغ على موقع جمعية أبحاث البيسبول الأمريكية (الإنجليزية)